# ديباك ديجوري
ديباك ديجوري هو مخرج وممثل هندي، ولد في 28 أغسطس 1961 بمومباي في الهند.

## وصلات خارجية
- ديباك ديجوري على موقع IMDb (الإنجليزية)
- ديباك ديجوري على موقع ألو سيني (الفرنسية)
- ديباك ديجوري على موقع أول موفي (الإنجليزية)
- ديباك ديجوري على موقع قاعدة بيانات الفيلم (الإنجليزية)
- ديباك ديجوري على موقع كينوبويسك (الروسية)